# Nobitz
Nobitz is een gemeente in de Duitse deelstaat Thüringen, en maakt deel uit van de Landkreis Altenburger Land.
Nobitz telt 7.183 inwoners.
In Nobitz ligt de regionale luchthaven Leipzig-Altenburg Airport. Het vliegveld, dat reeds in 1913 was opgericht, was in de DDR-periode een militaire basis. Tegenwoordig is er een luchtvaartmuseum met onder meer een aantal vliegtuigen uit die periode.

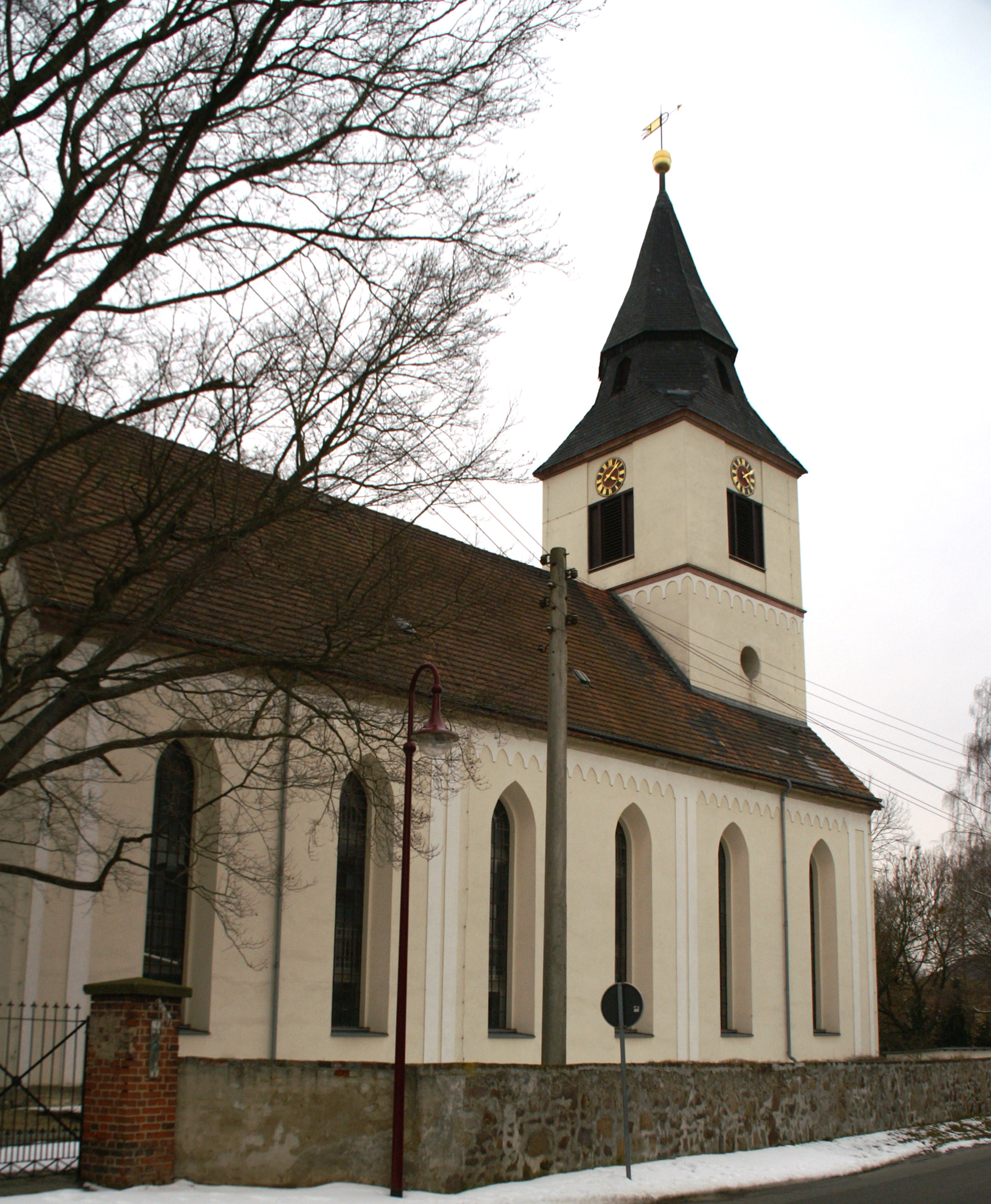
Kerk van Nobitz